# La Asunción
La Asunción is de hoofdstad van de Venezolaanse staat Nueva Esparta, op het eiland Isla Margarita. La Asunción had in 2013 30.000 inwoners. De stad werd in 1524 gesticht door Pedro González, en er zijn nog steeds vele gebouwen uit de koloniale tijd. Door de eeuwen heen heeft de stad verschillende namen gehad: Villa del Espíritu Santo, Valle de Santa Lucía en La Margarita. De plaats is de zetel van het rooms-katholieke bisdom Margarita. 
De stad ligt 30 kilometer van de grootste stad van het eiland: Porlamar.